# Serre-les-Sapins
Serre-les-Sapins è un comune francese di 1 921 abitanti situato nel dipartimento del Doubs nella regione della Borgogna-Franca Contea.

## Storia

### Simboli
Lo stemma comunale è stato adottato nel novembre del 2017. Nella prima partizione il bigliettato è ripreso dall'emblema della Franca Contea; nella seconda gli abeti (in francese sapins) fanno riferimento al nome del paese; nella terza si allude alla serre, ovvero la linea di cresta e il suo sottosuolo: il sale che un tempo veniva estratto, il petrolio che si trovava in piccole quantità e il tesoro che si dice sia sepolto sotto la chiesa.

## Società

### Evoluzione demografica
Abitanti censiti